# 承平 (高昌)
承平（502年—509年或502年—510年）是高昌的君主麴嘉的第一個年號，共计8年或9年。也是麴氏高昌的第一个年号。

## 大事记
義熙七年（508年），麴嘉遣其兄子私署左衛將軍麴孝亮奉表來北魏，因求內徙，乞師迎接。（《魏書》卷8）
義熙八年（509年）六月及八月，高昌遣使向北魏朝獻。（《魏書》卷8、《冊府元龜》卷969）

## 纪年
| 承平 | 元年  | 二年  | 三年  | 四年  | 五年  | 六年  | 七年  | 八年  |
| ---- | ----- | ----- | ----- | ----- | ----- | ----- | ----- | ----- |
| 公元 | 502年 | 503年 | 504年 | 505年 | 506年 | 507年 | 508年 | 509年 |
| 干支 | 壬午  | 癸未  | 甲申  | 乙酉  | 丙戌  | 丁亥  | 戊子  | 己丑  |

## 參看
- 中国年号索引
  - 其他使用承平年號的政權
- 同期存在的其他政权年号
  - 中興（501年三月—502年三月）：南朝齊齐和帝萧宝融的年号
  - 天監（502年四月—519年十二月）：南朝梁梁武帝萧衍的年号
  - 景明（500年正月-504年正月）：北魏政权北魏宣武帝元恪年号
  - 建明（506年正月-七月）：北魏時期呂苟兒、王法智年号
  - 聖明（506年正月-七月）：北魏時期陳瞻年号
  - 正始（504年正月—508年八月）：北魏政权北魏宣武帝元恪年号
  - 永平（508年八月—512年四月）：北魏政权北魏宣武帝元恪年号
  - 建平（508年八月—九月）：北魏京兆王元愉年号
  - 太安（492年-505年）：柔然政权候其伏代库者可汗那盖年号
  - 始平（506年-507年）：柔然政权佗汗可汗伏图年号
  - 建昌（508年-520年）：柔然政权豆罗伏跋豆伐可汗丑奴年号